# Lissolongichneumon politior
Lissolongichneumon politior là một loài tò vò trong họ Ichneumonidae.